# Опсада Рена (1356—1357)
Опсада Рена 3. октобра 1356. године до 5. јула 1357. године, је била једна од битака од битака Стогодишњег рата и била је покушај Хенрија од Ланкастера да до краја да искористи победу над Французима у бици код Поатјеа 19. септембра 1356. Мислио је да ће, ако победи, убрзати крај рата. Упркос величини енглеске војске французи су однели победу.

## Ток битке
Бертран се посебно истакао у одбрани Рена од Хенрија I од Ланкастера 1356. и 1357. године, када је у ноћи скупио 100 људи, који су напали енглезе, док су спавали. Французи су Енглезима спалили шаторе и Хенри је мирао да се повуче. Том приликом је побијено 200 енглеских коњаника. Бертран је после тога позван на састанак са Хенријем. После тога састанка се борбе настављају и Бертран је одбио енглеске нападе. Енглези због тога праве опсадне куле и настављају нападе на град. 500 самострелаца су стрелама натопљеним сумпором, гађали Енглезе. Енглези су претрпели поразе у три окршаја код града, па је Хенри морао да се повуче.